# 1359

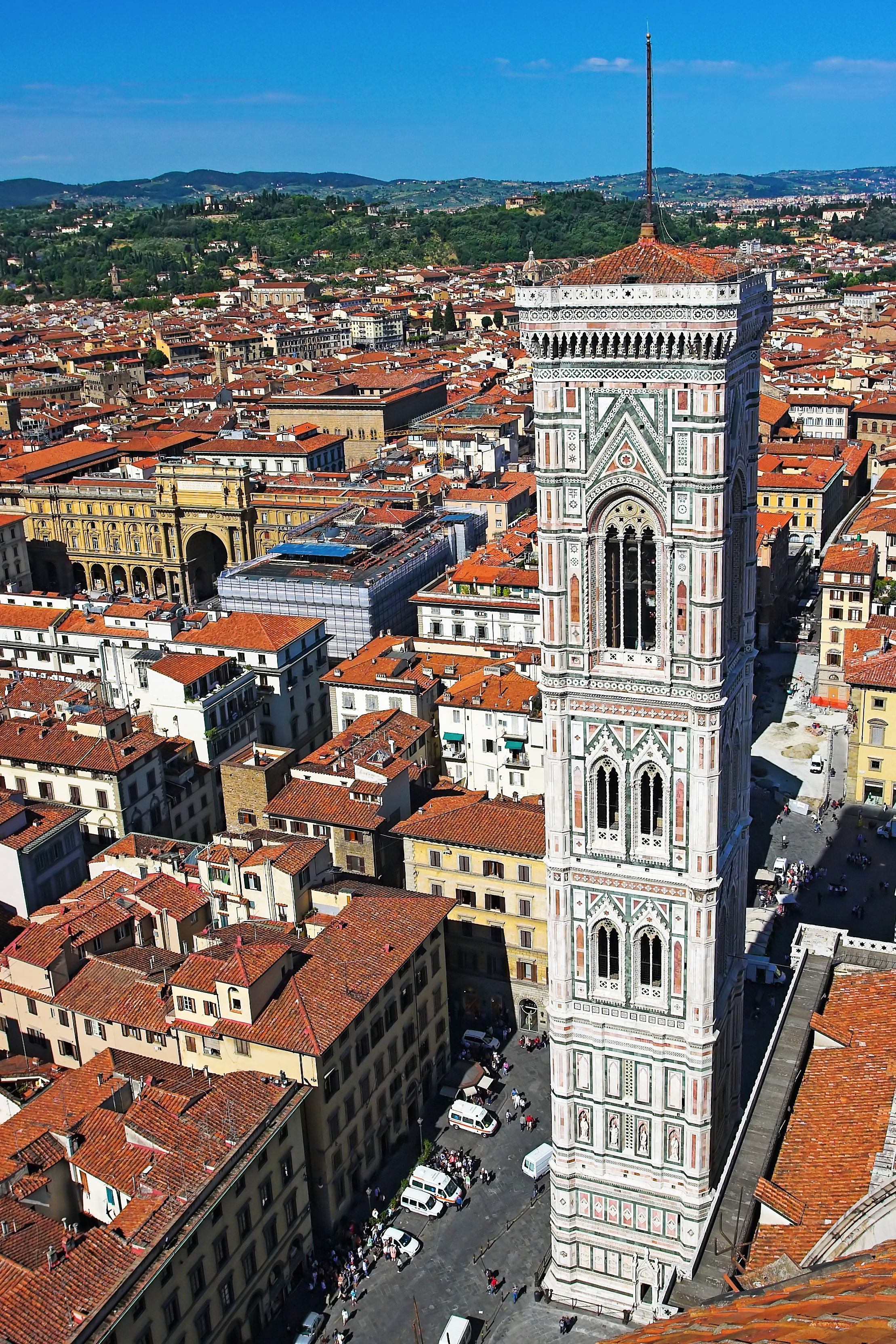
Campanile van de kathedraal Santa Maria del Fiore in Florence, voltooid 1359

Het jaar 1359 is het 59e jaar in de 14e eeuw volgens de christelijke jaartelling.

## Gebeurtenissen
januari
- 25 - Einde van het Beleg van Heusden: Floris van Borselen geeft zich over.

februari
- februari - De Kabeljauwse heren Gijsbrecht van Nijenrode, Gerard Wisse, Jan van Kervena en Hendrik van der Woerd trekken met hun aanhangers op plundertocht, hierbij worden de kastelen van Polanen en Binkhorst verwoest. De onderneming gaat tot 's Gravenhage waar Kabeljauwse medestanders worden bevrijd uit de gevangenis.

maart
- 11 - In opdracht van graaf Albrecht van Beieren wordt de stad Delft belegerd.
- 24 - Verdrag van Londen tussen Jan II van Frankrijk en Eduard III van Engeland. Grote delen van westelijk Frankrijk komen in Engels bezit, en dat als volledig bezit, niet slechts als leen. Ook ontvangt Engeland een hoge losprijs voor de gevangen koning.
- 24 - Einde van het Beleg van Heemskerk: Wouter van Heemskerk geeft zich over.

mei
- 19 - Jan van Gent trouwt met zijn nicht Blanche van Lancaster.
- 25 - De Staten-Generaal verwerpen het Verdrag van Londen, omdat daarin te veel gebied zou zijn opgegeven.
- 29 - Einde van het Beleg van Delft: De inwoners moeten op vernederende wijze om vergiffenis vragen.

augustus
- 5 tot 19 - Nadat de Boheemse koning en latere keizer Karel IV in 1348 het kasteel van Eulau in Jílové u Děčína, dat het zuidelijke gebied beheerste, door burgers van Aussig heeft laten verwoesten, verblijft hij van 5 tot 19 augustus 1359 op Königstein.

november
- 2 - De Franse prins-regent Karel benoemt de filosoof Nicolaas van Oresme tot secretaris.
- november - Eduard III van Engeland trekt vanuit Calais opnieuw ten strijde tegen Frankrijk.

zonder datum
- Simeon Uroš wordt heerser over Thessalië en Epirus
- Bogdan I sticht het Vorstendom Moldavië met Suceava als hoofdstad.
- De Generalitat de Catalunya wordt gecreëerd.
- oudst bekende vermelding: Holthees, Moerstraten, Welberg

## Kunst en literatuur
- Jan van Ruusbroec: Een spieghel der ewigher salicheit

## Afbeeldingen

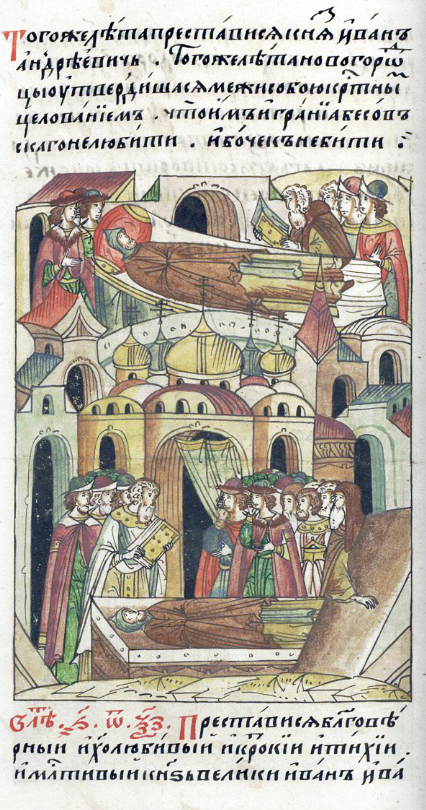
Overlijden van Ivan II

## Opvolging
- Cyprus - Hugo IV opgevolgd door zijn zoon Peter I
- Epirus - Nikephoros II Orsini opgevolgd door Simeon Uroš
- Granada - Mohammed V opgevolgd door Ismail II
- Hohenlohe-Uffenheim - Lodewijk opgevolgd door Godfried II
- Manipur - Tonaaba opgevolgd door Tanungba
- Moskou - Ivan II opgevolgd door zijn zoon Dmitri

## Geboren
- 11 januari - Go-En'yu, noordelijk tegenkeizer van Japan (1371-1382)
- Johannes Brinckerinck, Nederlands geestelijk leider
- Sonam Dragpa, vorst van Tibet (1381-1385)

## Overleden
maart
- 1 maart - Emico II van Nassau-Hadamar (?), graaf van Nassau-Hadamar (1337-1359)

mei
- 18 mei - Etienne de la Garde, Frans kardinaal

juni
- 21 juni - Erik XII, medekoning van Zweden

augustus
- 1 augustus - Albrecht III van Anhalt, Duits edelman

oktober
- 10 oktober - Hugo IV (~64), koning van Cyprus (1324-1358)
- 25 oktober - Beatrix van Castilië (~66), echtgenote van Alfons IV van Portugal

november
- 13 november - Ivan II (33), grootvorst van Moskou (1353-1359)
- 14 november - Gregorius Palamas (~62), Byzantijns theoloog

datum onbekend
- Eleonora van Castilië (~52), echtgenote van Alfons IV van Aragon
- Hendrik van Stakenborg, Brabants geestelijke
- Johan III van Holstein-Plön, Duits edelman
- John de Grey (58), Engels edelman